# Adriaen de Bie
Adriaen de Bie (Lier, 1593 – Lier, giugno 1668) è stato un pittore e incisore fiammingo del periodo barocco, padre del poeta Cornelis de Bie.

## Biografia
Secondo Houbraken apprese i rudimenti della tecnica pittorica da Wouter Abts, artista di Lier. A 18 anni partì per Parigi, dove studiò per due anni con Rudolf Schoof, pittore di corte di Luigi XIII; da lì partì verso Roma, dove rimase per sei anni. Visitò le maggiori città d'Italia per i tre anni successivi, dipingendo nature morte con gemme preziose e vasellame d'oro e d'argento. Nel 1623 tornò a Brabant, dove dipinse ritratti e decorazioni per la locale chiesa di San Gummarus.